# Heutrégiville

Heutrégiville este o comună în departamentul Marne, Franța. În 2009 avea o populație de 415 de locuitori.